# Yu Dengyun
Yu Dengyun (chinesisch 于登雲 / 于登云, Pinyin Yú Dēngyún, * November 1961 in Suining, Provinz Hunan) ist ein chinesischer Raumfahrtingenieur. Er ist stellvertretender Aufsichtsratsvorsitzender der China Aerospace Science and Technology Corporation und seit August 2022 Technischer Direktor des Mondprogramms der Volksrepublik China.
Seit 2021 ist Yu Dengyun Mitglied der Chinesischen Akademie der Wissenschaften.

## Jugend und Studium

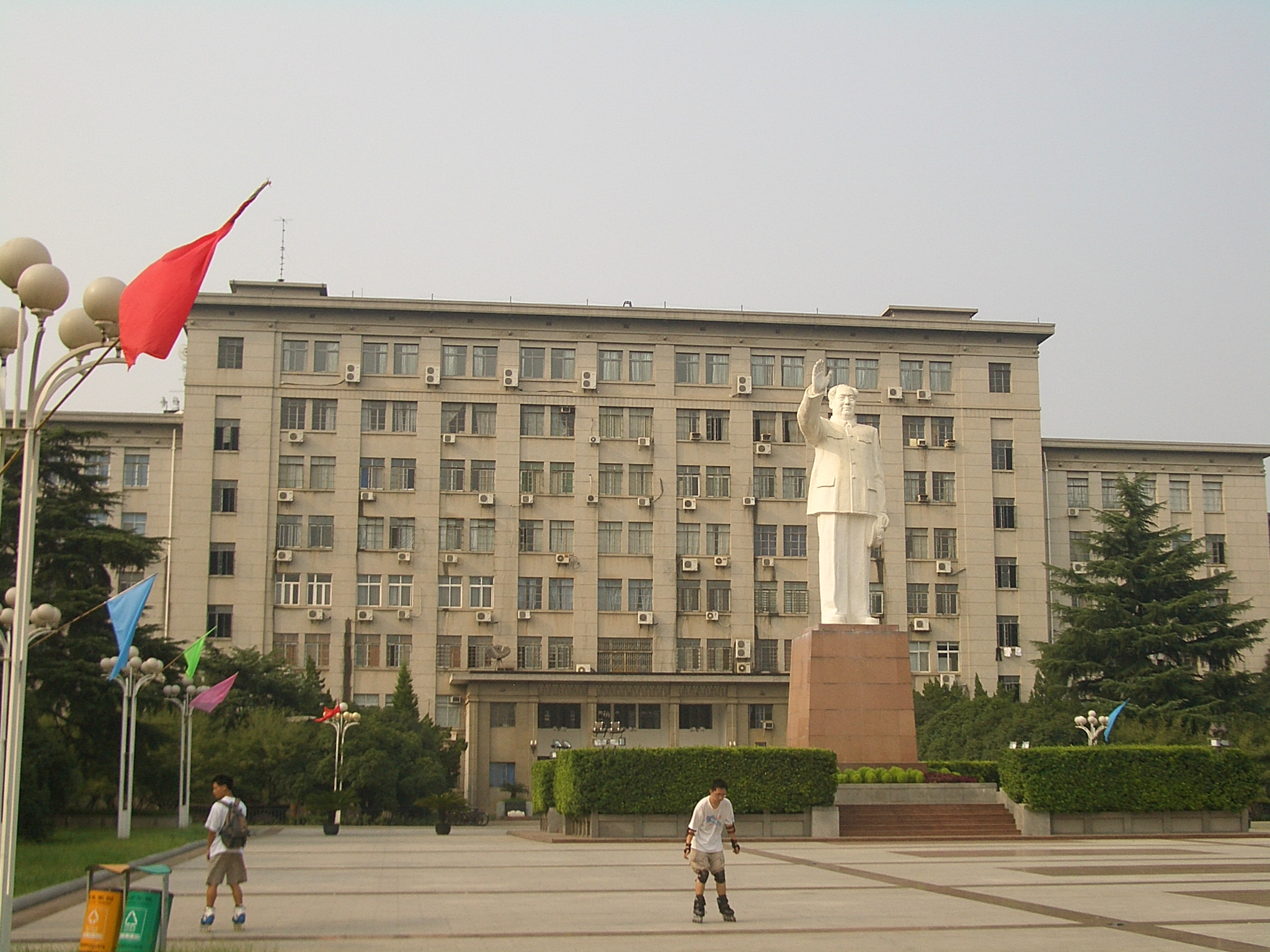
Zentralchinesisches Polytechnikum

Yu Dengyun wurde im November 1961 in der damaligen Volkskommune Lixiqiao (李熙桥公社, seit 1984 Großgemeinde Lixiqiao) im Kreis Suining der bezirksfreien Stadt Shaoyang im Südosten der Provinz Hunan geboren. Seine Eltern waren einfache Bauern. Im Jahr 1975 brach Yu Dengyun mit 13 Jahren nach der Unterstufe des Gymnasiums die Schule ab und arbeitete stattdessen als Buchhalter für seine Produktionsgruppe (生产队) in der Volkskommune. Nach dem Ende der Kulturrevolution 1976 und der Wiedereinführung der Abiturprüfungen im folgenden Jahr begann er, sich neben der Arbeit mit Hilfe von Schulbüchern wieder mit dem gymnasialen Lehrstoff vertraut zu machen. 1979 bestand er die Aufnahmeprüfung für die Oberstufe am 1. Kreisgymnasium von Suining, wo er 1981 als Jahrgangsbester des gesamten Kreises Abitur machte. Noch im selben Jahr schrieb er sich an der Fakultät für Maschinenbau und Elektrotechnik des damaligen Zentralchinesischen Polytechnikums (华中工学院) in Wuhan ein, der heutigen Universität für Wissenschaft und Technik Zentralchina. Später wechselte Yu Dengyun zur Fakultät für Mechanik, wo er 1985 das Vordiplom erwarb. Anschließend ging er an die Polytechnische Universität Harbin, wo er 1988 an der Fakultät für Raumfahrttechnik (航天学院) mit einer Arbeit auf dem Gebiet der Mechanik fester Körper seinen Abschluss als Diplomingenieur machte.

## Akademie für Weltraumtechnologie
Gleich nach seinem Studienabschluss ging Yu Dengyun ans Ministerium für Luft- und Raumfahrtindustrie, das im April jenes Jahres durch Zusammenlegung des Ministeriums für Luftfahrtindustrie mit dem Ministerium für Raumfahrtindustrie entstanden war. Diese Einrichtung war, anders als die Bezeichnung vermuten lässt, kein Ministerium im üblichen Sinn, sondern ein, wenn auch nicht gewinnorientierter, Konzern mit über das ganze Land verteilten Fabriken und Forschungseinrichtungen. Yu Dengyun kam zur Chinesischen Akademie für Weltraumtechnologie und wurde dort zunächst in der damaligen Hauptentwicklungsabteilung (北京空间飞行器总体设计部, auch bekannt als „Forschungsinstitut 501“) eingesetzt,
wo er sich Anfang 1987 schon einmal beworben hatte.

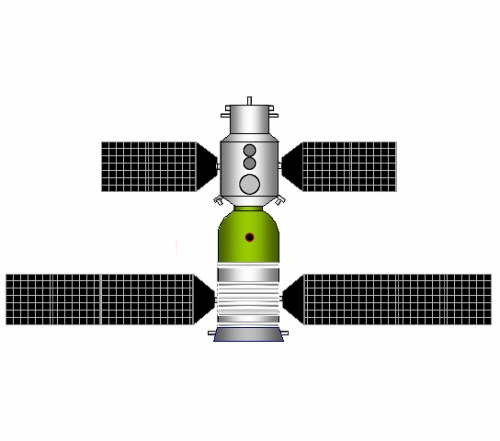
Erste Version des Shenzhou-Raumschiffs. Oben das Orbitalmodul mit dem Koppelungsmechanismus.

Yu Dengyun machte in der Entwicklungsabteilung schnell Karriere. 1989, ein Jahr nach seinem Firmeneintritt, entwickelte er eine Software zur Simulation von Dynamik und Steuerung von Raumflugkörpern, die im weiteren Verlauf bei der Konstruktion von mehr als 100 Satelliten und Raumschiffen verwendet wurde und 2023 immer noch in Gebrauch war. 1994 wurde er zum stellvertretenden Laborleiter ernannt und damit beauftragt, beim Shenzhou-Raumschiff den Koppelungsmechanismus am vorderen Ende des Orbitalmoduls zu entwerfen.
In dem am 21. September 1992 verabschiedeten bemannten Raumfahrtprogramm der Volksrepublik China war bereits von einem Weltraumlabor und einer Raumstation die Rede. Etwa die Hälfte der damals mit den Vorplanungen befassten Ingenieure wollten jedoch aus Sicherheitsgründen zunächst ein einfaches Raumschiff ohne Orbitalmodul bauen, am Ende setzten sich jedoch diejenigen durch, die das – anders als beim Sojus-Raumschiff – nach der Rückkehr der Mannschaft im Orbit verbleibende Modul zum Üben von Koppelungsmanövern nutzen wollten.
1995 wurde Yu Dengyun außer der Reihe zum Wissenschaftsrat im Rang eines Professors (研究员) befördert – neben ihrer Funktion als Hersteller von Raumflugkörpern fungiert die Chinesische Akademie für Weltraumtechnologie auch als reguläre Unterrichtseinrichtung mit der Berechtigung zur Verleihung von akademischen Graden. Im Juli 1998 wurde Yu Dengyun von der Kommission für Wissenschaft, Technik und Industrie für Landesverteidigung in die Expertenkommission berufen, die bei den für eine Finanzierung aus dem Programm 863 vorgeschlagenen Raumfahrtprojekten über die Machbarkeit und Förderwürdigkeit zu entscheiden hat. 2001 stieg er mit 39 Jahren zum Leiter der Kommission auf.
Gleichzeitig war er aber auch bei der Firma noch als Entwickler tätig. So war er beim Shenzhou-Raumschiff für Temperaturregelung, Bahnverfolgung und Steuerung sowie die Beleuchtung der Instrumente zuständig. Ab April 2001 arbeitete Yu Dengyun am Satellitenbus Dong Fang Hong 4. Bald stieg er jedoch in die Firmenleitung auf, wurde erst Assistent des Direktors, dann stellvertretender Direktor der Akademie. Schließlich wurde er am 4. Februar 2004 vom Vorstand der Hangtian Dong Fang Hong Satelliten GmbH, einer Tochterfirma der Chinesischen Akademie für Weltraumtechnologie, die die Satellitenbusse der CAST-Serie mit einer Startmasse von 30–1000 kg herstellt, zum Geschäftsführer ernannt.
Nach seiner Berufung zur Nationalen Raumfahrtbehörde (siehe unten) wechselte Yu Dengyun im März 2008 in die Kommission für Wissenschaft und Technik (科学技术委员会) bei der China Aerospace Science and Technology Corporation, dem Mutterkonzern der Akademie für Weltraumtechnologie.
Sein Amt als Geschäftsführer der Dong Fang Hong GmbH übernahm Ge Yujun (葛玉君, * 1966).
Die Kommission für Wissenschaft und Technik entspricht bei den im Technologiebereich tätigen Staatsbetrieben Chinas dem Aufsichtsrat. Sie hat beim internen „Beweisführungsverfahren“ (论证) der Firma über Machbarkeit, Finanzierbarkeit und Zukunftspotential von aus den Abteilungen vorgeschlagenen Projekten zu entscheiden, bevor weitere Vorstudien genehmigt werden – die wieder begutachtet werden – und schließlich – im Falle der CASC – bei der Nationalen Behörde für Wissenschaft, Technik und Industrie in der Landesverteidigung bzw. der Abteilung für Waffenentwicklung der Zentralen Militärkommission Förderanträge gestellt werden. In dieser Eigenschaft betreute Yu Dengyun unter anderem ab 2012 die Entwicklung des hochauflösenden Erdbeobachtungssatelliten Gaofen 4, der von der Chinesischen Akademie für Weltraumtechnologie auf der Basis eines Satellitenbusses der Shanghaier Akademie für Raumfahrttechnologie, einer anderen Tochterfirma von CASC, gebaut wurde.
Stand 2020 ist Yu im Aufsichtsrat des Konzerns für die derzeit in Planung begriffenen Tiefraummissionen zuständig, also die Mission Tianwen-2 zu dem erdnahen Asteroiden (469219) Kamoʻoalewa und dem Hauptgürtelkometen 311P/PANSTARRS, die Probenrückführmission Tianwen-3 zum Mars und die Erkundung des äußeren Sonnensystems.

## Mondprogramm

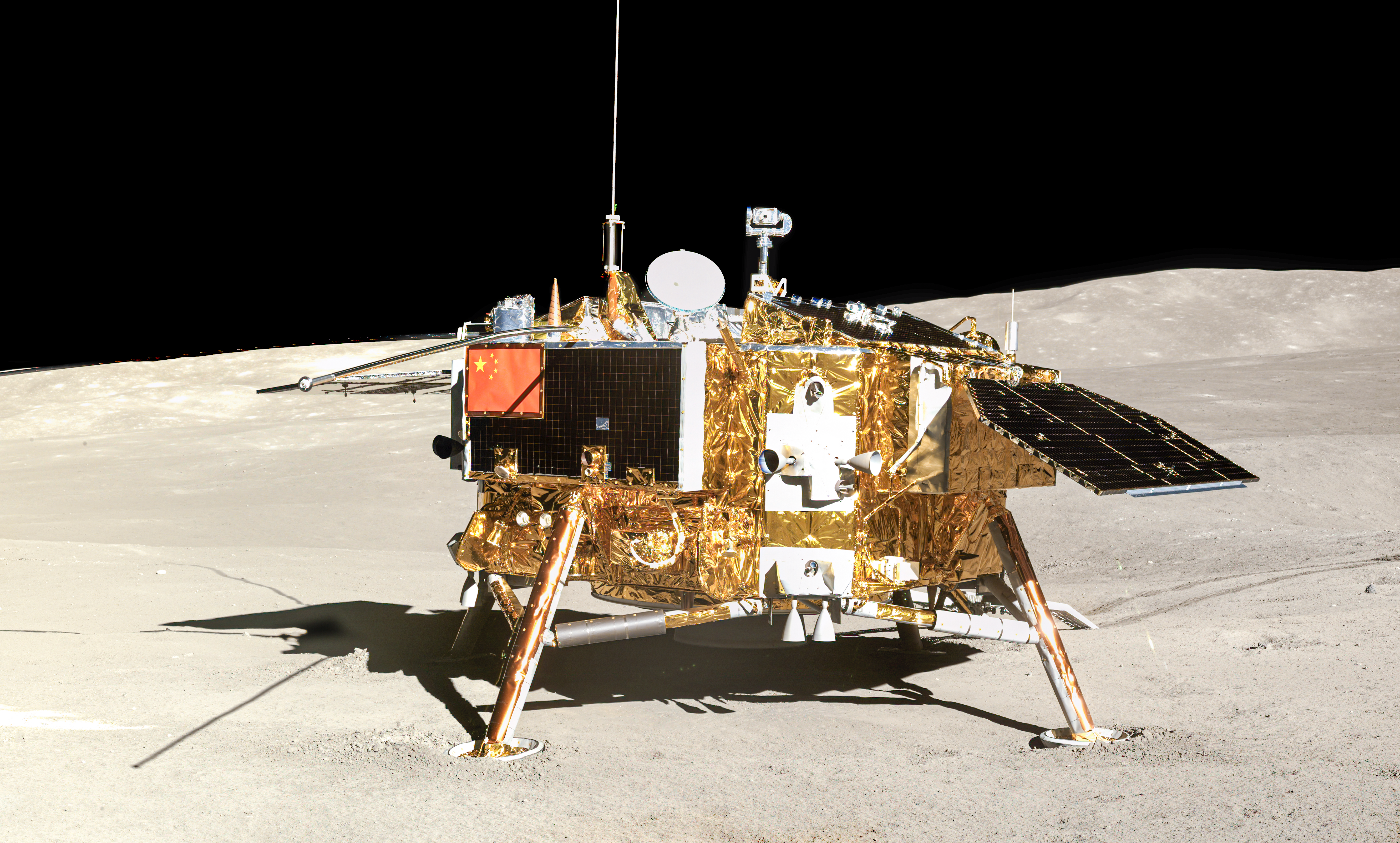
Chang’e 4 im Von-Kármán-Krater

Im September 2008 wurde Yu Dengyun von der Nationalen Raumfahrtbehörde Chinas zum stellvertretenden Technischen Direktor des Mondprogramms der Volksrepublik China am Zentrum für Monderkundungs- und Raumfahrt-Projekte ernannt. Ein Jahr vorher, am 24. Oktober 2007, war der auf dem DFH-3-Bus basierende Mondorbiter Chang’e 1 gestartet. Nun ging es darum, die weiteren Schritte des Mondprogramms umzusetzen, mit dem zweiten Orbiter Chang’e 2 2010, der Landung von Chang’e 3 auf dem Mond 2013 und der Testmission Chang’e 5-T1 2014 für eine Rückkehrsonde. Am 3. Januar 2019 gelang der Nationalen Raumfahrtbehörde mit Chang’e 4 das erste Mal in der Geschichte der Menschheit eine Landung auf der Rückseite des Mondes.
Dafür wurde Yu Dengyun am 11. Juni 2020 von der International Astronautical Federation zusammen mit Wu Weiren, dem Technischen Direktor des Mondprogramms, sowie Sun Zezhou, dem Chefkonstrukteur der Sonde, der World Space Award verliehen.
Nach dem Wechsel von Wu Weiren zum Labor für Tiefraumerkundung in Hefei, einer von der Nationalen Raumfahrtbehörde zusammen mit der Chinesischen Universität für Wissenschaft und Technik betriebenen Einrichtung, die auch ausländische Mitarbeiter beschäftigt, wurde Yu Dengyun im August 2022 zum Technischen Direktor des Mondprogramms ernannt. Seine Amtszeit erstreckt sich unabhängig von seinem Alter – das gesetzliche Renteneintrittsalter in China liegt bei 60 Jahren – über die gesamte Dauer des 4. Schritts des Mondprogramms. Das bedeutet, er ist für die Erkundung der Südpolregion mit den Sonden Chang’e 6, Chang’e 7 und Chang’e 8 zuständig, die im Zeitraum bis 2030 starten sollen.
Am 5. Oktober 2022 wurde Yu Dengyun, seit 2021 Mitglied der Chinesischen Akademie der Wissenschaften, zum Dekan der Fakultät für Luft- und Raumfahrttechnik der Universität für Wissenschaft und Technik Zentralchina ernannt.
Dies war jedoch ein weitgehend symbolischer Akt – die Amtsgeschäfte als Dekan führt dort der Mechanik-Professor Li Zhenhuan (李振环, * 1970).
Bereits 2012 hatte Yu Dengyun zusammen mit mehreren Kollegen ein Konzept für eine bemannte Mondstation aus über Tunnel miteinander verbundenen Modulen vorgestellt, der Beginn der konkreten Planungen für eine derartige Basis in China.
Im Januar 2020 waren die Planungen dann so weit fortgeschritten, dass man in einem nächsten Schritt die endgültige Mondbasis aus Strahlenschutzgründen, aber auch aus Gründen der Wärmespeicherung unter die Oberfläche verlegen wollte.
Nach einer Auswertung der Daten des Bodenradars von Jadehase 2 musste man jedoch feststellen, dass es an der Landestelle von Chang’e-4 bis in eine Tiefe von mindestens 40 m nur lockeren Sand und Geröll gibt, dass also zumindest dieser Ort nicht für eine langfristige Ansiedlung geeignet ist. Daher will man, wie Yu Dengyun zusammen mit Zhou Jianping, dem Technischen Direktor des bemannten Raumfahrtprogramms, am 8. April 2023 bei einer Veranstaltung in seiner Hochschule in Wuhan erläuterte, bei der Mission Chang’e 8 zunächst die Herstellung von Ziegeln aus Regolith zur Ummauerung von oberirdischen Wohnmodulen erproben.